# 可愛い花
「可愛い花」（かわいいはな、Petite Fleur）は、1959年に発表されたザ・ピーナッツのデビュー曲。シドニー・ベシェ（アメリカ人）が作曲・録音したオリジナルをカバーした楽曲である。当時日本では斬新だったポップ・ミュージック系楽曲（日本では和製ポップスとも言われる）であり、音楽ジャンルにポップス、ロックが増加していった時期のヒット曲でもある。ザ・ピーナッツの他にクリス・バーバーズ・ジャズ・バンド、アッカー・ビルク、ピーナッツ・ハッコーらもカバーした。ピーナッツ・ハッコーのカバーは「小さな花」のタイトルになっている。

## 概要
1959年2月11日、ザ・ピーナッツが歌手デビューを行った際にこの曲を発表した。元の歌はアメリカのジャズ・ミュージシャン、シドニー・ベシェがフランスに渡った際に作曲した「Petite Fleur」で、ピーナッツのシングルは「可愛い花」の邦題が付けられた。
同年5月にレコードが発売されるとたちまちヒットとなり、7月時点で5万枚を超える売上を記録した。ペギー葉山の「南国土佐を後にして」、フランク永井の「夜霧に消えたチャコ」と並んで、レコード売上において1959年上半期を代表するヒット曲とされている。
1967年頃に曲調を変更した上で再録音されたバージョンも存在する。この再録音版では曲調は大きく変化している。「プティット・フルール」を連呼するなどかなりアレンジされたバージョンも存在していた（『夜のヒットスタジオ』で放送もされた）。
なお、『NHK紅白歌合戦』では1度も歌唱されたことはない。しかし引退当日となった1975年4月5日の『ザ・ピーナッツ さよなら公演』では、オープニングとエンディング（アンコール）の2回歌われた。この時オープニングで伊藤ユミがフルコーラスと誤認して歌詞を間違えると言うハプニングもあった（姉の伊藤エミは通常通り歌唱していた）。
オリジナル版は『青春歌年鑑』の「'50年代総集編」にも収録されている（2枚目の最終トラック）。

## 作詞・作曲者
- 作詞:音羽たかし
- 作曲:シドニー・ベシェ
- 編曲:宮川泰

## レコーディング・アーティスト
- シドニー・ベシェ
- ダニエル・ダリュー
- Marcel Mouloudji
- クリス・バーバーズ・ジャズ・バンド - 1959
- アンリ・サルバドール - 1959
- Monty Sunshine - 1959
- ザ・ピーナッツ - 1959
- Bob Crosby & the Bobcats - 1959
- ピーナッツ・ハッコー
- アッカー・ビルク
- Les Cinq Modernes - 1960
- ペトゥラ・クラーク - 1964
- Lou Johnson - 1965 (題名 "A Time to Love – A Time to Cry"）
- ローランド・カーク - 1970
- ハンク・マーヴィン - 2002
- マヌ・ディバンゴ - 2008
- アンジェリック・キジョー - 2009
- Jill Barber - 2013

## 映画
本曲を題材とする歌謡映画が、1959年11月11日に日活系で公開された。モノクロ・日活スコープだが、上映時間は49分と、いわゆるSP映画である。
内容は生き別れの双子が芸能界でデビューするまでで、「生き別れの双子」というのはエーリッヒ・ケストナーの名作『ふたりのロッテ』と同じであり、後年のザ・ピーナッツ主演作『私と私』（1962年東宝。杉江敏男監督）にも流用される。
なおザ・ピーナッツは、翌1960年公開の歌謡映画『情熱の花』にも出演する。

### あらすじ
歌謡曲歌手を目指すユミは、レコード会社で自分に似ているエミと出会う。二人は両親が離婚したので、各々父と母に育てられていたのであった。二人のいたレコード会社の社員である岡本信一は株が趣味のさえない営業マンで、ユミ・エミを双子ユニットとしてデビューさせて起死回生しようとするが、ライバル会社の敏腕マネージャーで社長の妻・ミヤとミヤの部下（岡本の学校後輩）である平田（平尾昌晃）に妨害される。実はミヤ自身は信一を自分の手元に置こうとしており、信一の今在籍している会社での居場所をなくそうとしていたのであった。双子の母で化粧品会社社長・荒谷しずえ（相馬千恵子）もミヤと同じで夫＝双子の父・竹下（松下達夫）を自分の部下＝髪結いの亭主にしようとしたことから離婚して、しずえがユミ、竹下がエミを引き取ったのであった。信一は「妻の飯だけで食えるか」と竹下に同調。その後、双子が交換生活をしたことから両親のわだかまりが解けて復縁して四人暮らしになるが、信一は双子の契約をミヤ・平田に奪われて免職となる。憤慨した信一はミヤに対して三下り半を突き付け、ミヤから受け取った金で株に投資して大儲けするのであった。

### スタッフ
- 企画：茂木了次
- 脚本：高橋二三
- 監督：井田探
- 撮影：柿田勇
- 美術：西亥一郎
- 音楽：中村八大
- 録音：中村敏夫
- 照明：高橋勇
- 編集：丹治睦夫

### 出演者
- エミ：伊藤エミ（ザ・ピーナッツ）
- ユミ：伊藤ユミ（ザ・ピーナッツ）
- 竹下：松下達夫
- 荒谷しずえ：相馬千恵子
- 岡本信一：岡田眞澄
- 岡本ミカ：白木マリ
- 平田昌彦：平尾昌晃
- 銭山：深見泰三
- 田所：伊藤寿章
- 文芸部長：広瀬優
- 秘書課長：藤村有弘
- ミドリ：堀恭子
- カメラマン：神戸瓢介
- 守衛：玉井謙介
- アヤメ：弓月真理
- 豆腐屋：井田武
- 女中：久木登記子
- テレビ役者：玉井駿太郎、小林亘
- ピアノ：二階堂郁夫

### 映像ソフト
- 2014年4月2日より、日活からDVDが発売されている。